# Itatiba
Itatiba város Brazíliában, São Paulo államban. Lakosainak száma 122 581 fő (2020. július 1.). Itatiba Morungaba, Jundiaí, Louveira, Vinhedo, Jarinu, Bragança Paulista és Valinhos községekkel határos.

## Népesség
A település népességének változása:
| Lakosok száma | 81 197 | 101 471 | 113 284 | 122 581 | 121 590 |
|               | 2000   | 2010    | 2015    | 2020    | 2022    |